# 妄想學生會
《妄想學生會》（日語：劇場版 生徒会役員共）是日本漫畫家氏家ト全的一部以高中學生會為題材的四格漫畫作品。先在講談社《Magazine SPECIAL》2007年6月號至2008年7月號連載，後來改為在講談社《週刊少年Magazine》從2008年34號至2021年51號連載。單行本全22冊，台灣繁體中文版由東立出版社代理發行。中国大陸簡體中文版由bilibili漫畫獨家網路配信並同步更新，翻譯由講談社提供。至2021年11月止，日本地區漫畫單行本累計發行量突破475萬本。
2010年4月公佈了其電視動畫化的決定，2010年7月3日至9月25日播放電視動畫第1季，2014年1月4日至3月29日播放電視動畫第2季。2016年12月14日宣布劇場版動畫製作決定，於2017年7月21日上映。2019年12月6日宣布劇場版動畫第二彈製作決定，原定於2020年7月10日上映，但因受新冠疫情影響延期至2021年1月1日上映。

## 作品摘要
私立櫻才學園，原本是傳統的女子高中，但因少子化問題影響，不得不改制為男女合校。作為改制後第一年入學的28名男性新生之一的津田隆利，偶然之下被拉入了學生會。在外人看來，學生會是美女如雲的天堂。但是津田身邊的三位學生會女幹部：會長天草篠、書記七条天空和會計萩村鈴性格都非常獨特，尤其是會長和書記常常在正經事上突然開黃腔，甚至還無意間教壞了其他清純的女學生。於是津田開始了他每天在學生會的吐槽生活……

## 登場人物

### 學生會
津田隆利（聲優：淺沼晉太郎、小林優（童年））
男主角。一年級生→二年級生。學生會副會長。7月15日生日。頭腦靈活，觀察力敏銳，但不擅長課業學習。做事認真，在家務方面更是一絲不苟，也曾因爲做家事過於專注而忘記學生會的工作。考試成績與學生會其他成員相比太過低下，一度感到自卑，但在學生會的工作中意外發現自己有非凡的文學創作才能。第一批進入櫻才學園的男生之一，因為離家比較近，所以選擇了就讀櫻才學園。入學不久就被天草篠莫名拉進了學生會，並且作為男生在學生會的代表，成為學生會的副會長（填補了天草以前的職位）。
在學生會中只有自己和萩村鈴是性格正常的人，儘管學生會中的兩位學姐都是美女，但性格都不太正常且喜歡開黃腔，因此津田每天因吐槽精疲力盡而無力建立後宮。由於對天草會長與七条書記的行為進行吐槽變得常態化，也覺得自己好像有些許被虐屬性（M屬性）。為了維護學生會的形象，甚至可以預測天草和七条腦中會想什麼，而和萩村趕緊吐槽以阻止事態惡化。曾夢見會長等人變成正常人從而使自己無法吐槽變得非常不適應。剛進學生會時心中有幾次都在想「辭職算了」，非常期望有個人來替換他的位置，但在逐漸加深對學生會三人的了解後慢慢適應了彼此在一起的生活。由於櫻才學園過去是女校而盛行女同性戀，故曾經在意見箱裡面看到「敢對會長出手（指追求會長）就爆你菊花」的警告讓他很無言。
以前小學參加過棒球社，中學參加過足球社，卻被篠跟天空妄想成是非常喜歡玩「球」的人。文采出众，经常使读者感动落泪。非常擅長電腦方面的問題，頁面設計、影像畫面都做得很好，不過在動畫版裡唯一一次受到學生會的大家熱情誇獎的事情只有打死飛進學生會室的昆蟲（因為其他三個女生都非常怕昆蟲），故曾懷疑自己「平時就這麼派不上用場嗎」。另外，即使在睡眠中聽到篠講出一些黃腔的話，也會突然醒過來吐槽。
被魚見稱作旗幟粉碎機。
天草篠（聲優：日笠陽子）
女主角。二年級生→三年級生。學生會會長。6月12日生日。課業、運動、家務方面都很完美，不管什麼事情都非常認真，是個容貌秀麗、舉止得體的少女。懂得照顧他人，在督導學生方面也不怠惰。有著孩子氣的一面，非常喜歡可愛的小動物。在學校中很具人望，也非常受女孩子喜愛，不過經常會說出驚人的話語即亂開黃腔，腦內充滿黃色思想。對於情色方面的話題耳朵會變得很敏銳，喜歡開帶有性暗示的黃色笑話來捉弄人（尤其是對津田），甚至還教壞了許多人（如欲創立柔道社的三葉睦美）。在學生會中設有「篠同學諮詢室」幫助同學解決煩惱，但幾乎沒有一次給出像樣的建議，後面還會亂開黃腔。害怕高的地方，在被津田指出是否有懼高症時，說是興奮到腳在顫抖。和津田在學生會走得很近，對於津田有朋友以上戀人未滿的單戀感情，如在體育季、學生會掃除以及聖誕派對的時候明顯表現出來，文化祭的晚會也主動邀請津田當她舞伴，並逐漸喜歡上津田，尤其是倆人獨處時特別明顯，對於過於接近津田的女生會醋意大發。
稱津田是自己的右手（意思是左右手，這裡也可以解作戀人，即用來自慰的手），所以也必須在她的右手邊才可以。喜歡學園怪談之類的事情。被許多人看著會感到興奮因此喜歡上台演講，然而興奮內容也離不開黃色思想，此種怪異的舉止也常遭津田吐槽。曾開黃腔說耳朵旁邊是性敏感區所以不習慣有人靠近她耳邊對她輕聲細語。對自己的貧乳十分在意，甚至偶尔因此暴怒。疼痛、受傷的話題不敢去聽，但SM話題除外。非常不擅長使用電腦器材以及製作「正常文書內容」的網頁，但卻擅長設計禁止未成年觀看的網頁。會像小學生一樣遠足的前一天睡不著覺，興奮一整晚，因此校外旅行、體育季、文化祭前一晚都會處於失眠狀態。
是個十足的歷史迷，看著介紹古蹟的旅遊雜誌會非常起勁，也會因為看得過度入迷而變得糊裡糊塗；喜歡織田信長，在校外教學的時候本能寺維修中而無法參觀，因此流淚傷心，隨後暴走攻擊工地人員。不知為何，與動物特別有緣：在金閣寺拍照的時候一直被白鷺鷥搶鏡，就算換地點也會跑過來；餵梅花鹿吃鹿餅乾，卻被發情的公鹿推倒在地。只要是送伴手禮給津田，幾乎都是跟色情物品之類的脫不了關係。
偶爾會莫名地在意津田，很容易自己曲解津田的正常話變成黃腔，因此引出很多亂七八糟的誤會。另外，曾主動拉下津田褲襠的拉鍊，而被津田吐槽。有時也會對自己和別人進行吐槽。
動畫中每集開頭部分都會宣讀“學生會會規”，但所謂的“會規”基本上都是黃色笑話，且每次都會被津田吐槽。(但有少數例外，第二季第16集OAD沒有開黃腔，而津田改吐槽他妹妹琴美，因為在一衆後宮人選身著婚紗坐在一起時琴美也穿上婚紗坐在裡面。電影版沒有開黃腔，而津田改吐槽畑，因為畑裝成盜攝攝影機亂入)
與天空共同主持單元《SYD購物》。
七条天空（聲優：佐藤聰美）
二年級生→三年級生。學生會書記。11月29日生日。成績優異，是個容貌漂亮、溫柔體貼的淑女。身材高挑、且胸部豐滿(261話確定為H罩杯)，讓篠感到自卑。因為家裡擁有的財富多到顛覆普通人的認知，所以在校偶爾會無意識地做出傻事（比如愣在樓梯口等待，以為學校的樓梯會像家裡的電動扶梯一樣自動往上爬）。出身於富裕家庭，所用的物品和每天的便當都十分豪華；擅長茶道、花道、書法等多種才藝。和篠一樣經常做出令人非常尷尬的發言和舉動，而且開黃腔的尺度甚至更勝於篠，比如把鮮花插在假屁股上放在學生會室；常被津田看到裙子裡下體塞莫名其妙的東西如電動棒（這時津田會裝作沒看到）；喜歡在津田前面談論黃色的事甚至對津田毛手毛腳；在聖誕夜時送一隻被SM捆綁的玩具熊給篠；在和英稜高中學生會長魚見進行校際交流討論時互送對方黃色書刊作為謝禮而讓津田吐槽不停。和天草一樣只要送伴手禮給津田幾乎都是跟色情物品之類的脫不了關係，因此七条和天草常常被津田吐槽。
由於在家裡幾乎不穿內衣、內褲，近乎全裸，所以習慣性地不穿內衣褲入校或換衣時把內衣褲遺留在換衣間。有穿貞操帶的嗜好。住的地方非常顯眼好找，但是一旦踏進入口的森林就非常容易迷路。由於家裡都吃高級料理，因而對於天空來說，速食麵、快餐是非常難得的美食，也讓學生會的人感覺到彼此是不同世界的人。不同於在與在某些情況下也會吐槽的篠，幾乎沒有吐槽意識。
最初是想讓津田成爲自己的「寵物」，後對津田産生了微妙的感情。
在第二季有個人單元《天空的這是什麼？》，專門用剪影來猜東西，部分為「擦邊球」，但部分是「真東西」。
與篠共同主持單元《SYD購物》。
萩村鈴（聲優：矢作紗友里）
一年級生→二年級生。學生會會計。4月5日生日。歸国子女，家世不錯。IQ高達180的天才少女，英語十分流利，會講五國語言，包括日語、英文、法文、意大利語、西班牙語，夢想高中畢業以後出國留學，能夠很快心算出10位數的計算。性格方面有點傲嬌感覺，會故意裝作態度囂張的樣子（因為不想被人小看），在遇到有關身高方面的事情會發起脾氣來；身材矮小，連140cm都沒有，經常被人誤以為是小學生（在漫畫及动画中甚至經常將她畫出画面之外以表示她的矮小，在OAD番外篇《妄想兒童會》中，她在國外就讀期間還曾因為矮小被誤以為是新生），對此極度介意和不滿。喜歡高的地方，因為這樣可以低頭看下面的事物。很希望可以長高，但不論是日常生活、喜好都與小學女生很相似。日常服裝都是特別訂製的，也特別解釋說絕對不是童裝。
與天草和七条相比，思想算是比較正常，因此有時跟津田一樣得負責吐槽。有一次津田因病請假，導致萩村必須負起吐槽的責任而筋疲力盡回家。
必須午休睡覺，不然身體會吃不消；意外的是，睡覺的時候可以對周圍的事情做出反應（比如津田在說出「果然是個小孩子」後立刻被打），或是睡醒後可以知道會議內容並完成接下來的預算資料。非常害怕和討厭鬼怪類的話題，看電視時看到靈異節目絕對會轉臺。雖然表面上看似平靜，但聽到一年級旁的女廁鬧鬼，開始天天到二年級那邊的洗手間。
對津田有好感。曾經為了津田在學生會尚未處理完的文件而把津田帶回家裡一同趕工，造成了許多不必要的誤會。其母看到後認爲「女兒終於長大了」。
曾經為了讓琴美多叫她幾聲「學姊」，而故意裝作沒聽見。放棄當學生會長是因為「站在台上，台下的學生會看不到自己」。
為了避免被誤認為是兒童而無法進入七條家網球場，動畫OAD中七條家網球場使用規則中的『禁止小朋友進入』後面特別備註：萩村鈴小姐除外。
橫島鳴子（聲優：小林優）
擔任學生會顧問的女教師，自稱精神年齡25歲。雖然是學生會顧問老師，卻幾乎被學生會的人給遺忘跟忽略掉，就連要替她說一兩句好話都很困難，似乎沒有身為教師的威嚴。自稱當老師的原因是因為受電視劇影響，憧憬擔任問題學生的老師引導學生重新做人，而決定成為教師；但實際行為上也是喜歡開黃腔和滿腦子都是色情想法，甚至连自己的外甥也不放过。情緒激動時聲音會變得奇怪。喜歡年齡較小的男性，偶爾會嘗試學某些成人電視內容的劇情；因此在學生會外出旅遊時，晚上睡覺時被學生會用繩子和棉被捆綁起來，以免她夜襲津田。

### 櫻才學園學生、老師
畑蘭子
二年級生→三年級生。新聞部部長，经常面无表情、神出鬼没。不時會採訪學生會的成員，更多時候會對他們進行偷拍。經常扭曲學生會成員們之間的言談變成黃色八卦新聞。擁有大口徑的高倍數相機以進行偷拍並曾打算出售照片，不過都被阻止。為了搶獨家甚至會攜帶許多必要物品如雨衣、備用糧食等進行全天候跟監，有一次為了製造不在場證明便將相機綁在遙控直昇機上在空中進行偷拍，結果被睦美當做不明飛行物用石頭打爆。
其聲優在《魔法禁書目錄》中出演白井黑子一角。動畫後期有與白井的能力（空間移動）類似的表現以突出其神出鬼沒的特徵。
電影版中偷走機械人研究會所開發中的無人機企圖進去女子更衣室被寧寧跟篠逮個正著。
三葉睦美（聲優：小見川千明）
一年級生→二年級生。柔道社社長。個性非常單純善良。夢想是當新娘。運動後的食量超出常人數倍。津田的同班同學。為了建立柔道社，而去找津田商量；原本是打算建立泰拳社，不過心想還是較爲普遍的柔道更好。對兩性知識異常匱乏，稱喜歡格鬥技是因受到父母每天晚上進行「摔跤訓練」的影響。無意間喜歡上了津田，經常會無意識的提起他。
其言談因為受到學生會長等人影響，逐漸不自覺地會開出自己並不明白意思的黃腔，然後被津田吐槽。
津田琴美（聲優：下田麻美）
中學三年級生→高中一年級生。隆利的妹妹，初登場時是中學三年級考生，後來考入了櫻才學園。早熟的青春期少女，常對一般事物做出不必要的色情聯想或說出「中二病」式的發言，就某些角度來說，跟篠的思考模式非常相近。飽滿的胸部令篠非常在意。唸書無法進入狀況的時候會要求隆利看著她念書，這樣才念的下去（被看著會比較「興奮」）。經常誤會隆利跟篠的關係，以為兩人已經是某種程度上的交往。由於隆利有遲到紀錄所以鈴曾經來家裡接過他，看到外貌像兒童的鈴，以為隆利有戀童癖。
對隆利很關心，雖然某些部份令人不解（如幻想與隆利發生性關係）但本質上是個懂事的好孩子。
入學考試因為不懂回答而把選擇題的答題紙填成「3P」圖樣，不過由於面試的老師是横島，雙方談黃色的事情非常合得來，讓橫島認為她是可造之材因此合格入學。
五十嵐楓（聲優：加藤英美里）
二年級生→三年級生。風紀委員長，憑藉強烈的正義感來端正校規。不適應周遭同學老師開黃腔，也是負責吐槽的角色之一。
有男性恐懼症，原因是曾經在練習寫漢字『男』時寫了很多遍以至於被人認為性欲旺盛（欲求不滿）。因此校內巡視從來不去有男學生的教室樓層。
兼任合唱部部長，在專注社團活動時會短暫忘記男性恐懼症。
與津田說話時會因緊張而隔開一大段距離來答話，津田曾表示如果不知道她有男性恐懼症的話一定已經誤會了（因為跟男生說話會扭扭捏捏的，說完後馬上就臉紅逃跑）。但確實對津田有一些好感。在樓梯間險些跌落時被津田拉住而恐懼症沒有發作，於是津田成爲唯一一個可以觸碰的男生，而後漸漸不介意與津田近距離接觸。在397話，主動邀請津田加入合唱部男高音。
轟寧寧（聲優：椎名碧流）
一年級生→二年級生。萩村的朋友，機械研究社社長。喜歡玩弄機械，稱自己也經常被「機械」所「玩弄」。平時經常偷偷在下體塞跳蛋或按摩棒，並隨身攜帶遙控器。
在第二季有個人單元《轟寧寧大百科》，介紹各式各樣的性風俗知識。
時薰（聲優：日野未步）
一年級生。琴美的朋友。外表看似不良少女，但其實只是因為做事情粗心大意，言行舉止有些莽撞。
個性屬於正常人，也是負責吐槽的角色之一。之所以穿衣凌亂，是因為過去有過痛苦的經驗（本以為把襯衣的下襬塞進了褲子裡，不過卻是塞進更裡面的內褲，結果被超多人圍觀）。後來因為朋友的朋友的傳言以及練過格鬥技的經驗而被三葉拉進柔道部。
全名在剧场版預告的片尾演出人員名單被公开。
柳本健二（聲優：白石稔）
一年級生→二年級生。電影社社長。津田的同班同學。大多與津田一起登場。戴著眼鏡。
曾幻想在滿是女生的校園裡開後宮，但完全不像津田那樣受歡迎。其他男生也基本如此。
中里知里（聲優：寺本來可→齋藤千和（第1期OVA 20-21、第2期））
柔道社社員。有一頭像男生的淡黃色短髮。
經常爲睦美和津田的感情發展出謀劃策，但每次都因睦美太過單純而失敗。
海边奈奈子（聲優：安济知佳）
柔道社社員。
大门（聲優：利根健太朗）
男教师，柔道社顾问，秃頭。在漫畫第七卷和道下老師訂婚。
道下（聲優：大山早稀→布莱德库特·莎拉·惠美（剧场版））
音乐科女教师。在漫畫第七卷和大門老師訂婚。
小山理香（聲優：加藤英美里）
在番外篇《妄想兒童會》裡身為小学實習教師登場，是個性格很好的女教師，常被篠開黃腔。發生過看見篠在照顧低年級生，將「很棒」講成「很色」的趣事，幸好因為篠的本性讓事情完美收場（篠回答説自己確實喜歡年紀小的）。
於313話进入樱才学园任教。無法應對同事橫島老師的性癖。
權藤力藏（聲優：利根健太朗）
校長。患有痔瘡，很依賴痔瘡疾患用的坐墊。會吸菸，在學校中會嚼口香糖來克制菸癮。深愛學生，尊重學生自主權，接受了學生在學生總會上提出的極大部分要求。
知道篠對津田的心思，鼓勵篠大膽去表白。
馬川義雄／阿良（聲優：利根健太朗）
花卷奈尾／小直（聲優：日野未步）
學生，闪光弹情侶。經常在校園裡做出超親密行為。
於單行本第17冊後日談中公佈雙方全名。
帕麗·科貝林（Pari Cobbelin）
第474話登場，來自美國的留學生，與萩村鈴同班，對日本文化有著微妙的誤解（認爲日本色情片裡的劇情會在現實中發生）。

### 英稜高中學生會
魚見千尋（聲優：齋藤千和）
英稜高中的學生會長。於第112話登場，於第415話公佈全名。
雖然表面上看起来是個文靜美人但是個性及思考模式和篠一樣色情，故兩人十分合得來，但傲人的身材讓篠非常介懷。喜好年紀小的男性。對津田有好感。第171話時，自己的親戚與津田的親戚結婚，兩人就此變成了親戚。於是讓津田稱呼自己為「姐姐」，自己則稱呼津田為「阿隆」（タカくん）。而後更是藉由「姐姐」的名義正常入住津田家且樂於手做料理來親近「阿隆」。相比其他女性角色，千尋對津田的態度非常主動，也是除了琴美以外第一個用暱稱來正式稱呼津田的女性角色。同時也會照顧「妹妹」琴美，如便當也有她一份，使得琴美對自己相當滿意。與津田家父母互動良好，能稱呼津田母親為「媽」。擁有津田家鑰匙。
森希望（聲優：上坂堇）
英稜學生會副會長。於第299話出場。第415話公佈全名。
擁有不輸天空的好身材。個性屬於正常人，平常負責吐槽魚見，因和津田交談時不用特地吐槽，使二人都感覺很安心，從而留下好印象。
青葉桃李
英稜學生會書記。於第386話公佈角色命名，於第415話公佈全名。
廣瀨优（聲優：冈咲美保）
學生會幹事。排球部成員，於第415話登場。
短髮，身材高挑，肌肉發達，常被誤認為是男生。

### 其他
出島彩香（聲優：田村睦心）
七条家的女仆，26歲，雙性戀，擅長料理與打掃，擁有含救生員等多種執照技能。容易在宅邸裡迷路，常有糊裡糊塗的表現。
表面上是成熟穩重的女性但是毫不掩飾心中變態的想法。平時看似優雅寧靜，然而能面不改容地說出不為世俗道德觀念所容的話。
興趣是聞大小姐穿過的衣服、喝大小姐的洗澡水等。
就職七条家之前是從事SM工作，動畫OAD中七条家網球場使用規則上寫有：違反規則會成為七条家女僕在夜晚時的玩物。
古谷幸子（聲優：平野文）
櫻才學園前學生會長。現為大學生。高中時代為黑髮，現為金髮。
行事風格與用詞都相當老氣。擅長計算，愛用算盤。比篠更不擅長使用電子產品。
北山香彌
櫻才學園前學生會雜務。現為模特兒。高中時代留著黑髮和眼鏡，和現時相差甚遠。
察覺到篠對隆利的感情，不時戲弄她。
南野夏樹
櫻才學園前學生會會計。左臉有顆淚痣。現為已婚並有一小孩。
鈴的母親（聲優：松来未祐）
萩村鈴的母親。經常爆出無節操的發言。曾在目睹鈴摔倒在隆利身上後以爲兩人已經「吃飽了」。
天空的父亲（聲優：利根健太朗）
OAD番外篇《妄想儿童会》中出现，据天空称是个抖M。
天空的母亲（聲優：藤田昌代）
OAD番外篇《妄想儿童会》中出现。与天空的父亲在自家庭院里的一棵树下发生性关系，其后生下天空。不擅长料理。
橋高
七条家的高齡佣人。於第260話登场。以白鬍子為主要特徵。
隆利的母亲
於第315話登场。與隆利的父親常年進行海外商務旅行，不常留在家裡。
天野美幸（聲優：寺本來可→田中爱美（剧场版））
作者前作《女子大生家庭教师》的登场人物。在番外篇《妄想儿童会》中作为副会长辅佐儿童会长天草篠。
Triple Booking
作者前作《怪怪演藝事務所》中，由飯田志穗（声优：日笠陽子）、有銘悠里（声优：矢作纱友里）、如月香瑠奈（声优：佐藤聰美）所組成的偶像團體。在本作為非常知名的團體。
單行本第八卷卷末中首次跟學生會成員互動。

## 舞台背景
櫻才學園
本作主要舞台。傳統私立高中。於1958年成立。原本是傳統的女子高中學校，但是近年來由於少子化問題的影響，而決定在創校50周年（2008年，即男主角津田隆利的入學年）之際改為男女合校。改制首年的學生人數為男28人，女524人。男女制服均為西裝夾克。
校規非常嚴格，許多行為都被禁止（如校內戀愛、染髮、在校外買東西進校吃、在走廊奔跑、放學後穿學生運動服回家、帶手機到校等），還會張貼考試成績。但在津田隆利加入學生會後，許多校規逐漸放寬，如逐漸開放攜帶手機、在適當的場合可以談戀愛等。
學生之間流傳著各種校園傳說，例如「在庭院樹下告白的戀愛會修成正果」，但此傳説被津田吐槽「去年爲止這里還是女子高校」。
櫻才學園學生會
本作主要人物所屬組織。櫻才學園的學生自治組織，大體負責面向學校學生的日常事務。 目前的學生會人事是：會長天草篠、副會長津田隆利、書記七条天空與會計萩村鈴。英語教師橫島鳴子擔任學生會顧問。
各年級考試成績在該年級前20名者，才有資格加入學生會。在櫻才學園實行男女合校之後，津田隆利是第一位和目前唯一男性學生會成員。
學園的網路主頁上有學生會的内容。在過去也曾與新聞部共同刊發學生會報刊。
英稜高中
魚見千尋就讀的高中。上學路上有一道陡峭的斜坡。
英稜高中學生會主要幹部人事為：會長魚見千尋、副會長森希望與書記青葉桃李。廣瀨优在415話中加入，使學生會成爲四人政權。學生會幹部之間常互相以名字稱呼，借此加深友誼。
在114話中，櫻才學園學生會全體人員曾一同參加英稜高中的文化祭。
七条集團
由七条家族經營的企業集團。擁有各種實體物業，包括別墅、山脈、溫泉、遊樂園以及無人島嶼。學生會一行人常被以七条集團的客人相待。
塾如大学
古谷幸子就讀的大學。

## 出版书籍

### 单行本
| 冊數 | 講談社                                          | 講談社                 | 講談社                 | 東立出版社     | 東立出版社             |
| 冊數 | 發售日期                                        | 通常版 ISBN            | 限定版 ISBN            | 發售日期       | ISBN                   |
| ---- | ----------------------------------------------- | ---------------------- | ---------------------- | -------------- | ---------------------- |
| 1    | 2008年8月12日                                   | ISBN 978-4-06-384030-8 | 不適用                 | 2009年6月22日  | ISBN 978-986-10-3674-8 |
| 2    | 2009年5月15日                                   | ISBN 978-4-06-384142-8 | 不適用                 | 2009年11月3日  | ISBN 978-986-10-3785-1 |
| 3    | 2010年1月15日                                   | ISBN 978-4-06-384142-8 | 不適用                 | 2010年6月24日  | ISBN 978-986-10-5168-0 |
| 4    | 2010年8月17日                                   | ISBN 978-4-06-384347-7 | ISBN 978-4-06-362170-9 | 2011年2月24日  | ISBN 978-986-10-6197-9 |
| 5    | 2011年4月15日                                   | ISBN 978-4-06-384479-5 | ISBN 978-4-06-358344-1 | 2011年10月7日  | ISBN 978-986-10-7769-7 |
| 6    | 2011年11月17日                                  | ISBN 978-4-06-384585-3 | ISBN 978-4-06-358359-5 | 2012年7月18日  | ISBN 978-986-10-9184-6 |
| 7    | 2012年7月17日                                   | ISBN 978-4-06-384710-9 | ISBN 978-4-06-358376-2 | 2012年12月13日 | ISBN 978-986-317-493-6 |
| 8    | 2013年2月15日                                   | ISBN 978-4-06-384817-5 | ISBN 978-4-06-358412-7 | 2013年7月8日   | ISBN 978-986-332-069-2 |
| 9    | 2013年10月17日                                  | ISBN 978-4-06-394946-9 | ISBN 978-4-06-358443-1 | 2014年10月3日  | ISBN 978-986-337-662-0 |
| 10   | 2014年5月16日                                   | ISBN 978-4-06-395093-9 | ISBN 978-4-06-358483-7 | 2014年11月21日 | ISBN 978-986-365-158-1 |
| 11   | 2015年2月17日                                   | ISBN 978-4-06-395324-4 | ISBN 978-4-06-358711-1 | 2015年6月8日   | ISBN 978-986-382-880-8 |
| 12   | 2015年9月17日                                   | ISBN 978-4-06-395485-2 | ISBN 978-4-06-358766-1 | 2016年6月27日  | ISBN 978-986-431-666-3 |
| 13   | 2016年4月15日                                   | ISBN 978-4-06-395648-1 | ISBN 978-4-06-358792-0 | 2016年7月18日  | ISBN 978-986-470-219-0 |
| 14   | 2016年12月16日                                  | ISBN 978-4-06-395826-3 | ISBN 978-4-06-358793-7 | 2017年4月17日  | ISBN 978-986-482-540-0 |
| 15   | 2017年9月15日（通常版） 2017年9月14日（限定版） | ISBN 978-4-06-510186-5 | ISBN 978-4-06-397025-8 | 2018年7月13日  | ISBN 978-986-486-886-5 |
| 16   | 2018年3月16日                                   | ISBN 978-4-06-511062-1 | ISBN 978-4-06-397031-9 | 2019年4月12日  | ISBN 978-957-260-910-1 |
| 17   | 2019年4月17日                                   | ISBN 978-4-06-514882-2 | ISBN 978-4-06-511560-2 | 2020年5月14日  | ISBN 978-957-26-3452-3 |
| 18   | 2019年8月16日                                   | ISBN 978-4-06-516230-9 | ISBN 978-4-06-511559-6 | 2020年9月11日  | ISBN 978-957-26-4024-1 |
| 19   | 2020年9月17日                                   | ISBN 978-4-06-520596-9 | ISBN 978-4-06-517553-8 | 2022年6月9日   | ISBN 978-957-26-5843-7 |
| 20   | 2021年3月17日                                   | ISBN 978-4-06-522218-8 | ISBN 978-4-06-522099-3 | 2022年7月18日  | ISBN 978-957-26-6774-3 |
| 21   | 2021年8月17日                                   | ISBN 978-4-06-524484-5 | ISBN 978-4-06-523604-8 | 2023年8月7日   | ISBN 978-957-26-7802-2 |
| 22   | 2022年1月17日                                   | ISBN 978-4-06-526597-0 | 不適用                 | 2024年2月2日   | ISBN 978-957-26-8685-0 |

### 相關書籍
| 日文標題 | 中文標題                                      | 講談社         | 講談社                 |
| 日文標題 | 中文標題                                      | 發售日期       | ISBN                   |
| -------- | --------------------------------------------- | -------------- | ---------------------- |
|          | 妄想學生會&全角色                             | 2010年8月17日  | ISBN 978-4-06-375967-9 |
|          | 動畫妄想學生會官方指南 櫻才學園學生會活動報告 | 2010年12月17日 | ISBN 978-4-06-376007-1 |

## 動畫

### 製作人員
|                      | 第1季 | 第2季 | 劇場版1                | 劇場版2                          |
| -------------------- | --- | --- | ---------------------- | -------------------------------- |
| 監督                 | 金澤洪充 | 金澤洪充 | 金澤洪充               | 金澤洪充                         |
| 劇本統籌             | 中村誠 | 金澤洪充 | 金澤洪充               | 金澤洪充                         |
| 人物設計、總作畫監督 | 古田誠 | 古田誠 | 古田誠                 | 古田誠                           |
| 美術監督             | 野村正信（第1話 - 第16話、第19話 - 第21話） 三田慎也（第17話、第18話） | 內藤健 | 內藤健                 | 內藤健                           |
| 色彩設定             | 小松櫻（第1話 - 第17話） 齐藤友子（第18話 - 第21話） | 齐藤友子（第1話 - 第22話） 荒木隆介（第22話 - 第25話） | 荒木隆介               | 荒木隆介                         |
| 撮影監督             | 江間常高（第1話 - 第17話） 大泉鑛・佐佐木劍斗（第18話 - 第21話） | 大泉鑛（第1話 - 第17話） 菊地貴紀（第18話、第19話、第22話） 武貞慎之介（第23話 - 第25話） | 菊地貴紀               | 武貞慎之介                       |
| 編輯                 | 肥田文（第1話 - 第14話） 神野學（第15話 - 第17話） 丹彩子（第18話 - 第21話） | 丹彩子（第1話 - 第17話） 田所沙織（第18話、第19話、第22話） 渡邊千波（第23話 - 第25話） | 田所沙織               | 渡邊千波                         |
| 音響監督             | 高橋秀雄（第1話 - 第13話） 田中亮（第14話 - 第25話） | 田中亮 | 田中亮                 | 田中亮                           |
| 音響製作             | Dream Force | Dream Force（第1話 - 第22話） Glovision（第23話 - 第25話） | Glovision              | Glovision                        |
| 音樂                 | 森悠也 | 森悠也 | 森悠也                 | 森悠也                           |
| 製作人               | 中西豪（第1話 - 第18話） 須藤孝太郎（第19話 - 第21話） 針生雅行（第1話 - 第13話） 千葉素久（第14話、第15話、第17話、第18話、第21話） 服部徹（第16話） 吉田玄（第18話） 立石謙介（第19話、第20話） 渡部達郎（第21話） | 須藤孝太郎 立石謙介（第1話 - 第13話） 渡部達郎（第14話 - 第17話） 千葉素久（第14話 - 第19話） 角谷健二（第18話） 古川慎（第22話、第23話） 伊香淳一（第22話 - 第25話） 北岡森生（第24話、第25話） | 須藤孝太郎 古川慎      | 须藤孝太郎 小澤文啓              |
| 動畫製作人           | 岸本鈴吾 | 岸本鈴吾 | 菊地貴紀               | 岸本鈴吾                         |
| 動畫製作             | GoHands | GoHands | GoHands                | GoHands                          |
| 製作                 | 櫻才學園學生會室（第1話 - 第13話） 櫻才學園學生會室分室（第14話 - 第18話、第21話） 櫻才學園學生會室別室（第19話） | 櫻才學園學生會新室（第1話 - 第13話） 櫻才學園學生會室分室（第14話、第16話 - 第19話、第22話 - 第25話） 櫻才學園學生會室別室（第15話）                                                             | 櫻才學園學生會視聽教室 | 「劇場版 妄想學生會2」製作委員會 |

### 主題曲
| 第1季、OVA/OAD 片頭曲「」 作詞：，作曲：山口朗彥，編曲：菊谷知樹，歌：Triple Booking（CV：日笠陽子、矢作紗友里、佐藤聰美） 片尾曲「」（第1話－第12話、第14話－第21話） 作詞：atsuko，作曲：atsuko、KATSU，編曲：KATSU，歌：angela 插曲「」（第6話） 作詞、作曲：高橋菜菜，編曲：YUPA，歌：Triple Booking | 第2季、OVA/OAD 片頭曲「」 作詞：花衣，作曲、編曲：新井弘毅，歌：Triple Booking 片尾曲 「」（第1話－第12話、第14話－第16話、第18話、第19話、第22話－第25話） 作詞：moyu，作曲：KEYTARO，編曲：Coral Eoho，歌：佐藤聰美 「」（第13話） 作詞：，作曲、編曲：森悠也，歌：杉並兒童合唱團 插曲 「」（第6話） 作詞：PA-NON，作曲：高橋菜菜，編曲：佐佐倉有吾，歌：天草篠（CV：日笠陽子） 「」（第6話） 作詞、作曲：高橋菜菜，編曲：YUPA，歌：Triple Booking 「」（第9話） 作詞：7chi子♪，作曲：江口祐介，編曲：野中"正"雄一，歌：Triple Booking | 劇場版1 片頭曲 與第2季相同 片尾曲「」 作詞：吉田詩織，作曲：深澤祐貴，編曲：久下真音，歌：Triple Booking 劇場版2 片頭曲 與第2季相同 片尾曲「」 作詞：吉田詩織，作曲：深澤祐貴，編曲：久下真音，歌：Triple Booking |

### 話數列表
| 話數               | 話數                      | 日文副標題                                   | 中文副標題                                               | 劇本              | 分鏡                                                       | 演出              | 作畫監督                                                              |
| 第1季              | 第1季                     | 第1季                                        | 第1季                                                    | 第1季             | 第1季                                                      | 第1季             | 第1季                                                                 |
| ------------------ | ------------------------- | -------------------------------------------- | -------------------------------------------------------- | ----------------- | ---------------------------------------------------------- | ----------------- | --------------------------------------------------------------------- |
| #1                 | A                         |                                              | 櫻花樹下                                                 | 小山知子          | 金澤洪充                                                   | 金澤洪充          | 古田誠（佈局、動畫） 石森愛（人物）                                   |
| #1                 | B                         |                                              | 每次都這樣？！                                           | 小山知子          | 金澤洪充                                                   | 金澤洪充          | 古田誠（佈局、動畫） 石森愛（人物）                                   |
| #1                 | C                         |                                              | 總之先脫了吧                                             | 小山知子          | 金澤洪充                                                   | 金澤洪充          | 古田誠（佈局、動畫） 石森愛（人物）                                   |
| #2                 | A                         |                                              | 還有你是S還是M？                                         | 中村誠 小山知子   | 金澤洪充                                                   | 池畠博史          | 古田誠（佈局、動畫） 平口季美子（人物）                               |
| #2                 | B                         |                                              | 那麼讓我來試試你的力量吧                                 | 中村誠 小山知子   | 金澤洪充                                                   | 池畠博史          | 古田誠（佈局、動畫） 平口季美子（人物）                               |
| #2                 | C                         |                                              | 閃閃發光的這傢伙的主人是誰？                             | 中村誠 小山知子   | 金澤洪充                                                   | 池畠博史          | 古田誠（佈局、動畫） 平口季美子（人物）                               |
| #3                 | A                         |                                              | 只有我才能包得這麼好                                     | 中村誠 小山知子   | 金澤洪充                                                   | 杉生祐一          | 寺野勇樹                                                              |
| #3                 | B                         |                                              | 會長，再把下擺張開些！                                   | 中村誠 小山知子   | 金澤洪充                                                   | 杉生祐一          | 寺野勇樹                                                              |
| #3                 | C                         |                                              | 已經吃飽了啊？！                                         | 中村誠 小山知子   | 金澤洪充                                                   | 杉生祐一          | 寺野勇樹                                                              |
| #4                 | A                         |                                              | 所以只有看不見的地方會衣著不整                           | 小山知子          | 安川勝 金澤洪充                                            | 金澤洪充          | 大河原晴男                                                            |
| #4                 | B                         |                                              | 恭喜了                                                   | 小山知子          | 安川勝 金澤洪充                                            | 金澤洪充          | 大河原晴男                                                            |
| #4                 | C                         |                                              | 所以我到這就可以了                                       | 小山知子          | 安川勝 金澤洪充                                            | 金澤洪充          | 大河原晴男                                                            |
| #5                 | A                         |                                              | 菊花很疼吧？                                             | 小山知子          | 池畠博史                                                   | 池畠博史          | 長坂寬治                                                              |
| #5                 | B                         |                                              | 我只是慾求不滿！                                         | 小山知子          | 池畠博史                                                   | 池畠博史          | 長坂寬治                                                              |
| #5                 | C                         |                                              | 我也必須得叼著麵包去上學！                               | 小山知子          | 池畠博史                                                   | 池畠博史          | 長坂寬治                                                              |
| #6                 | A                         |                                              | 津田是不會讀的！只會拿來用！                             | 中村誠 小山知子   | 金澤洪充                                                   | 杉生祐一          | 古田誠（佈局、動畫） 平口季美子（人物）                               |
| #6                 | B                         |                                              | 有受就有攻                                               | 中村誠 小山知子   | 金澤洪充                                                   | 杉生祐一          | 古田誠（佈局、動畫） 平口季美子（人物）                               |
| #6                 | C                         |                                              | 討厭，要穿好衣服來                                       | 中村誠 小山知子   | 金澤洪充                                                   | 杉生祐一          | 古田誠（佈局、動畫） 平口季美子（人物）                               |
| #7                 | A                         |                                              | 慢慢變大了喔                                             | 中村誠 小山知子   | 金澤洪充                                                   | 渡邊哲哉          | 寺野勇樹                                                              |
| #7                 | B                         |                                              | 津田君是BL                                               | 中村誠 小山知子   | 金澤洪充                                                   | 渡邊哲哉          | 寺野勇樹                                                              |
| #8                 | A                         |                                              | 啊？！你就是早上那個草莓小褲褲                           | 小山知子          | 金澤洪充                                                   | 菊池勝也          | 古田誠（總作畫監督） 關口雅浩                                         |
| #8                 | B                         |                                              | 破童國說不定會流行起來                                   | 小山知子          | 金澤洪充                                                   | 菊池勝也          | 古田誠（總作畫監督） 關口雅浩                                         |
| #8                 | C                         |                                              | 我會連大家的份一起戰鬥的！                               | 小山知子          | 金澤洪充                                                   | 菊池勝也          | 古田誠（總作畫監督） 關口雅浩                                         |
| #9                 | A                         |                                              | 你们出多少钱买？                                         | 中村誠 小山知子   | 金澤洪充                                                   | 杉生祐一          | 古田誠                                                                |
| #9                 | B                         |                                              | 原来如此！不关我们事啊！                                 | 中村誠 小山知子   | 金澤洪充                                                   | 杉生祐一          | 古田誠                                                                |
| #9                 | C                         |                                              | 委内瑞拉                                                 | 中村誠 小山知子   | 金澤洪充                                                   | 杉生祐一          | 古田誠                                                                |
| #10                | A                         |                                              | 女仆之所见！大小姐淫荡的（略）                           | 小山知子          | 金澤洪充                                                   | 金澤洪充          | 松本卓也 平口季美子                                                   |
| #10                | B                         |                                              | 我没那种角色设定                                         | 小山知子          | 金澤洪充                                                   | 金澤洪充          | 松本卓也 平口季美子                                                   |
| #10                | C                         |                                              | 如果不嫌弃的 我来陪你吧                                  | 小山知子          | 金澤洪充                                                   | 金澤洪充          | 松本卓也 平口季美子                                                   |
| #11                | A                         |                                              | 这是津田君使用过的纸巾                                   | 小山知子          | 池畠博史                                                   | 池畠博史          | 石森愛 長坂寛治                                                       |
| #11                | B                         |                                              | 还是把内衣也穿上比较好？                                 | 小山知子          | 池畠博史                                                   | 池畠博史          | 石森愛 長坂寛治                                                       |
| #11                | C                         |                                              | 圣诞老人的性癖                                           | 小山知子          | 池畠博史                                                   | 池畠博史          | 石森愛 長坂寛治                                                       |
| #12                | A                         |                                              | 一般人的羞耻心                                           | 中村誠 小山知子   | 金澤洪充                                                   | 杉生佑一          | 松本卓也 平口季美子 古田誠                                            |
| #12                | B                         |                                              | 制服脱一半才是王道                                       | 中村誠 小山知子   | 金澤洪充                                                   | 杉生佑一          | 松本卓也 平口季美子 古田誠                                            |
| #12                | C                         |                                              | 这不是你自创的外露Play吗？                               | 中村誠 小山知子   | 金澤洪充                                                   | 杉生佑一          | 松本卓也 平口季美子 古田誠                                            |
| #13                | #13                       |                                              | 妄想學生會！辛苦了！                                     | 中村誠 小山知子   | 池畠博史 金澤洪充                                          | 金泽洪充          | 古田诚（佈局、動畫） 井元一彰（人物） 石森愛（人物） 内田孝行（人物） |
| 第1季OVA/OAD       |                           |                                              |                                                          |                   |                                                            |                   |                                                                       |
| #14 （OAD）        | #14 （OAD）               |                                              | 歸來的妄想學生會                                         | 小山知子          | 金澤洪充                                                   | 杉生佑一          | 松本卓也                                                              |
| #15 （OAD）        | A                         |                                              | 不一般的大哥                                             | 金澤洪充          | 金澤洪充                                                   | 杉生佑一          | 古田诚（佈局、動畫） 舛田裕美（人物）                                 |
| #15 （OAD）        | B                         |                                              | 辛苦的工作也能笑着完成 小铃很伟大啊（轰谈）              | 金澤洪充          | 金澤洪充                                                   | 杉生佑一          | 古田诚（佈局、動畫） 舛田裕美（人物）                                 |
| #15 （OAD）        | －                        |                                              | 妄想儿童会                                               | 金澤洪充          | 金澤洪充                                                   | 杉生佑一          | 古田诚（佈局、動畫） 舛田裕美（人物）                                 |
| #16 （OVA）        | A                         |                                              | 心情如蓝天 会长很忧郁                                    | 金澤洪充          | 金澤洪充                                                   | 杉生佑一          | 寺野勇樹 鈴木祥子                                                     |
| #16 （OVA）        | B                         |                                              | 高风险才过瘾                                             | 金澤洪充          | 金澤洪充                                                   | 杉生佑一          | 寺野勇樹 鈴木祥子                                                     |
| #16 （OVA）        | C                         |                                              | 道服的勋章                                               | 金澤洪充          | 金澤洪充                                                   | 杉生佑一          | 寺野勇樹 鈴木祥子                                                     |
| #16 （OVA）        | D                         |                                              | 樱才・英稜 學園交流会！                                  | 金澤洪充          | 金澤洪充                                                   | 杉生佑一          | 寺野勇樹 鈴木祥子                                                     |
| #17 （OAD）        | A                         |                                              | 小狗                                                     | 金澤洪充          | 金澤洪充                                                   | 杉生佑一          | 寺野勇樹 鈴木祥子                                                     |
| #17 （OAD）        | B                         |                                              | 津田家的情况                                             | 金澤洪充          | 金澤洪充                                                   | 杉生佑一          | 寺野勇樹 鈴木祥子                                                     |
| #17 （OAD）        | C                         |                                              | 直发的话 头发擦着乳头 会觉得很舒服哦                     | 金澤洪充          | 金澤洪充                                                   | 杉生佑一          | 寺野勇樹 鈴木祥子                                                     |
| #18 （OAD）        | A                         |                                              | 比花更重要之物                                           | 金澤洪充          | 金澤洪充                                                   | 横峯克昌          | 内田孝行（佈局作畫監督） 石森愛（原畫作畫監督）                       |
| #18 （OAD）        | B                         |                                              | 樱才七大不可思议之谜                                     | 金澤洪充          | 金澤洪充                                                   | 横峯克昌          | 内田孝行（佈局作畫監督） 石森愛（原畫作畫監督）                       |
| #18 （OAD）        | C                         |                                              | 花纹                                                     | 金澤洪充          | 金澤洪充                                                   | 横峯克昌          | 内田孝行（佈局作畫監督） 石森愛（原畫作畫監督）                       |
| #18 （OAD）        | －                        | [ 註 4 ]                                     | 魷魚絲与隆利                                             | 金澤洪充          | 金澤洪充                                                   | 横峯克昌          | 内田孝行（佈局作畫監督） 石森愛（原畫作畫監督）                       |
| #19 （OVA）        | A                         |                                              | 光靠约定俗成的那套可没办法了事哦                         | 金澤洪充          | 金澤洪充                                                   | 横峯克昌          | 松本卓也（佈局、動畫） 森美幸（角色）                                 |
| #19 （OVA）        | B                         |                                              | 夜晚的學校                                               | 金澤洪充          | 金澤洪充                                                   | 横峯克昌          | 松本卓也（佈局、動畫） 森美幸（角色）                                 |
| #19 （OVA）        | －                        |                                              | 魷魚絲與隆利                                             | 金澤洪充          | 金澤洪充                                                   | 横峯克昌          | 松本卓也（佈局、動畫） 森美幸（角色）                                 |
| #19 （OVA）        | C                         |                                              | 哥哥笨蛋文化祭                                           | 金澤洪充          | 金澤洪充                                                   | 横峯克昌          | 松本卓也（佈局、動畫） 森美幸（角色）                                 |
| #20 （OVA）        | A                         |                                              | 萩村鈴的一日                                             | 金澤洪充          | 金澤洪充                                                   | 工藤進            | 古田誠（佈局、動畫） 植木理奈（角色）                                 |
| #20 （OVA）        | B                         |                                              | 漫谈交通工具                                             | 金澤洪充          | 金澤洪充                                                   | 工藤進            | 古田誠（佈局、動畫） 植木理奈（角色）                                 |
| #20 （OVA）        | －                        |                                              | 魷魚絲與隆利                                             | 金澤洪充          | 金澤洪充                                                   | 工藤進            | 古田誠（佈局、動畫） 植木理奈（角色）                                 |
| #20 （OVA）        | C                         |                                              | 焦虑的巧克力                                             | 金澤洪充          | 金澤洪充                                                   | 工藤進            | 古田誠（佈局、動畫） 植木理奈（角色）                                 |
| #21 （OAD）        | A                         |                                              | 女僕教室與出乎意料的心情                                 | 金澤洪充          | 金澤洪充                                                   | 工藤進            | 古田誠（佈局、動畫） 内田孝行（佈局、動畫） 針場裕子（角色）          |
| #21 （OAD）        | －                        |                                              | 魷魚絲與隆利                                             | 金澤洪充          | 金澤洪充                                                   | 工藤進            | 古田誠（佈局、動畫） 内田孝行（佈局、動畫） 針場裕子（角色）          |
| #21 （OAD）        | B                         |                                              | 女高中生家庭教師 天草篠                                  | 金澤洪充          | 金澤洪充                                                   | 工藤進            | 古田誠（佈局、動畫） 内田孝行（佈局、動畫） 針場裕子（角色）          |
| #21 （OAD）        | C                         |                                              | 未來之穴                                                 | 金澤洪充          | 金澤洪充                                                   | 工藤進            | 古田誠（佈局、動畫） 内田孝行（佈局、動畫） 針場裕子（角色）          |
| 第2季              |                           |                                              |                                                          |                   |                                                            |                   |                                                                       |
| 2#1                | A                         |                                              | 再次於櫻花樹下                                           | 金澤洪充          | 金澤洪充                                                   | 工藤進            | 古田誠 岡田直樹                                                       |
| 2#1                | B                         |                                              | 昏昏欲睡的季節                                           | 金澤洪充          | 金澤洪充                                                   | 工藤進            | 古田誠 岡田直樹                                                       |
| 2#1                | －                        |                                              | 魷魚絲與隆利 Max Power！其之1                            | 金澤洪充          | 金澤洪充                                                   | 工藤進            | 古田誠 岡田直樹                                                       |
| 2#1                | C                         |                                              | 披著羊皮的狼                                             | 金澤洪充          | 金澤洪充                                                   | 工藤進            | 古田誠 岡田直樹                                                       |
| 2#2                | A                         |                                              | 守護萩村鈴                                               | 金澤洪充          | 金澤洪充                                                   | 橫峰克昌          | 內田孝行 立花昌之                                                     |
| 2#2                | B                         |                                              | 再次舉行櫻才・英稜學園交流會！                           | 金澤洪充          | 金澤洪充                                                   | 橫峰克昌          | 內田孝行 立花昌之                                                     |
| 2#2                | －                        |                                              | 天空的這個是？？                                         | 金澤洪充          | 金澤洪充                                                   | 橫峰克昌          | 內田孝行 立花昌之                                                     |
| 2#2                | C                         |                                              | 症狀檢測須常備面紙                                       | 金澤洪充          | 金澤洪充                                                   | 橫峰克昌          | 內田孝行 立花昌之                                                     |
| 2#2                | －                        |                                              | 魷魚絲與隆利 Max Power！其之2                            | 金澤洪充          | 金澤洪充                                                   | 橫峰克昌          | 內田孝行 立花昌之                                                     |
| 2#3                | A                         |                                              | 三天的副會長                                             | 金澤洪充          | 金澤洪充                                                   | 工藤進            | 松本卓也 坂上谷悠介                                                   |
| 2#3                | B                         |                                              | 總有一天會再見的，美人兒啊                               | 金澤洪充          | 金澤洪充                                                   | 工藤進            | 松本卓也 坂上谷悠介                                                   |
| 2#4                | A                         |                                              | 強調部位VVV                                              | 金澤洪充          | 金澤洪充                                                   | 横峯克昌          | 松本卓也 植木理奈                                                     |
| 2#4                | －                        |                                              | 上吧小楓                                                 | 金澤洪充          | 金澤洪充                                                   | 横峯克昌          | 松本卓也 植木理奈                                                     |
| 2#4                | －                        |                                              | 魷魚絲與隆利 Max Power！其之3                            | 金澤洪充          | 金澤洪充                                                   | 横峯克昌          | 松本卓也 植木理奈                                                     |
| 2#4                | －                        |                                              | 轟寧寧的小.知.識                                         | 金澤洪充          | 金澤洪充                                                   | 横峯克昌          | 松本卓也 植木理奈                                                     |
| 2#4                | B                         |                                              | 萌尾                                                     | 金澤洪充          | 金澤洪充                                                   | 横峯克昌          | 松本卓也 植木理奈                                                     |
| 2#4                | －                        |                                              | 天空的這個是？？                                         | 金澤洪充          | 金澤洪充                                                   | 横峯克昌          | 松本卓也 植木理奈                                                     |
| 2#4                | C                         |                                              | 劃時代的脫皮                                             | 金澤洪充          | 金澤洪充                                                   | 横峯克昌          | 松本卓也 植木理奈                                                     |
| 2#5                | A                         |                                              | 支撐姿勢                                                 | 金澤洪充          | 金澤洪充                                                   | 鈴木信吾 金澤洪充 | 鈴木信吾 森美幸                                                       |
| 2#5                | －                        |                                              | 原作未消化篇章！存夠了就放出來！！在裡面！！             | 金澤洪充          | 金澤洪充                                                   | 鈴木信吾 金澤洪充 | 鈴木信吾 森美幸                                                       |
| 2#5                | B                         |                                              | 脫掉後鼓鼓的                                             | 金澤洪充          | 金澤洪充                                                   | 鈴木信吾 金澤洪充 | 鈴木信吾 森美幸                                                       |
| 2#5                | C                         |                                              | 戰鬥的少女們                                             | 金澤洪充          | 金澤洪充                                                   | 鈴木信吾 金澤洪充 | 鈴木信吾 森美幸                                                       |
| 2#5                | －                        |                                              | SYD購物                                                  | 金澤洪充          | 金澤洪充                                                   | 鈴木信吾 金澤洪充 | 鈴木信吾 森美幸                                                       |
| 2#6                | A                         |                                              | 偶像學生會長                                             | 金澤洪充          | 金澤洪充 内田孝行                                          | 工藤進            | 內田孝行 植木理奈                                                     |
| 2#6                | －                        |                                              | 天空的這個是？？                                         | 金澤洪充          | 金澤洪充 内田孝行                                          | 工藤進            | 內田孝行 植木理奈                                                     |
| 2#6                | －                        |                                              | 魷魚絲與隆利 Max Power！其之4                            | 金澤洪充          | 金澤洪充 内田孝行                                          | 工藤進            | 內田孝行 植木理奈                                                     |
| 2#6                | B                         |                                              | 攻擊道具抖啊抖                                           | 金澤洪充          | 金澤洪充 内田孝行                                          | 工藤進            | 內田孝行 植木理奈                                                     |
| 2#6                | －                        |                                              | 原作未消化篇章！存夠了就放出來！！在裡面！！             | 金澤洪充          | 金澤洪充 内田孝行                                          | 工藤進            | 內田孝行 植木理奈                                                     |
| 2#6                | －                        |                                              | 魷魚絲與隆利 Max Power！其之4                            | 金澤洪充          | 金澤洪充 内田孝行                                          | 工藤進            | 內田孝行 植木理奈                                                     |
| 2#7                | －                        |                                              | SYD購物                                                  | 金澤洪充          | 金澤洪充                                                   | 横峯克昌          | 古田誠 松本卓也 岡田直樹                                              |
| 2#7                | A                         |                                              | 我這句話說得真好                                         | 金澤洪充          | 金澤洪充                                                   | 横峯克昌          | 古田誠 松本卓也 岡田直樹                                              |
| 2#7                | B                         |                                              | 照耀你的巨大存在                                         | 金澤洪充          | 金澤洪充                                                   | 横峯克昌          | 古田誠 松本卓也 岡田直樹                                              |
| 2#7                | C                         |                                              | 看著看著就流出來了                                       | 金澤洪充          | 金澤洪充                                                   | 横峯克昌          | 古田誠 松本卓也 岡田直樹                                              |
| 2#7                | －                        |                                              | YOKOSHIMA Teacher English                                | 金澤洪充          | 金澤洪充                                                   | 横峯克昌          | 古田誠 松本卓也 岡田直樹                                              |
| 2#8                | A                         |                                              | 與浪嬉戲 濕漉漉                                          | 金澤洪充          | 金澤洪充                                                   | 横峯克昌          | 古田誠 松本卓也 立花昌之                                              |
| 2#8                | B                         |                                              | 萬能的翅膀                                               | 金澤洪充          | 金澤洪充                                                   | 横峯克昌          | 古田誠 松本卓也 立花昌之                                              |
| 2#8                | －                        |                                              | 魷魚絲與隆利 Max Power！其之5                            | 金澤洪充          | 金澤洪充                                                   | 横峯克昌          | 古田誠 松本卓也 立花昌之                                              |
| 2#8                | C                         |                                              | 夏天的夜晚 夏天的早晨                                    | 金澤洪充          | 金澤洪充                                                   | 横峯克昌          | 古田誠 松本卓也 立花昌之                                              |
| 2#9                | A                         |                                              | 畑蘭子 塞進                                              | 金澤洪充          | 金澤洪充                                                   | 鈴木信吾 金子篤二 | 鈴木信吾 坂上谷悠介                                                   |
| 2#9                | B                         |                                              | 畢業學姊Very good                                        | 金澤洪充          | 金澤洪充                                                   | 鈴木信吾 金子篤二 | 鈴木信吾 坂上谷悠介                                                   |
| 2#9                | C                         |                                              | 偶然誤解 享用中                                          | 金澤洪充          | 金澤洪充                                                   | 鈴木信吾 金子篤二 | 鈴木信吾 坂上谷悠介                                                   |
| 2#9                | －                        |                                              | 天空的這個是？？                                         | 金澤洪充          | 金澤洪充                                                   | 鈴木信吾 金子篤二 | 鈴木信吾 坂上谷悠介                                                   |
| 2#10               | A                         |                                              | 津田蘑菇在預料之中                                       | 金澤洪充          | 金澤洪充                                                   | 金子篤二          | 松本卓也 森美幸                                                       |
| 2#10               | B                         |                                              | 飛翔的羽毛                                               | 金澤洪充          | 金澤洪充                                                   | 金子篤二          | 松本卓也 森美幸                                                       |
| 2#10               | C                         |                                              | 南瓜的感受                                               | 金澤洪充          | 金澤洪充                                                   | 金子篤二          | 松本卓也 森美幸                                                       |
| 2#11               | A                         |                                              | 對業界詞產生的反應                                       | 金澤洪充          | 金澤洪充                                                   | 橫峯克昌          | 古田誠 岡田直樹                                                       |
| 2#11               | B                         |                                              | 在某些國家似乎是那樣的                                   | 金澤洪充          | 金澤洪充                                                   | 橫峯克昌          | 古田誠 岡田直樹                                                       |
| 2#11               | C                         |                                              | 玩雪 聖誕老人的後裔                                      | 金澤洪充          | 金澤洪充                                                   | 橫峯克昌          | 古田誠 岡田直樹                                                       |
| 2#12               | A                         |                                              | 新年快樂                                                 | 金澤洪充          | 金澤洪充                                                   | 金子篤二          | 内田孝行 立花昌之                                                     |
| 2#12               | －                        |                                              | 魷魚絲與隆利 Max Power！其之6                            | 金澤洪充          | 金澤洪充                                                   | 金子篤二          | 内田孝行 立花昌之                                                     |
| 2#12               | B                         |                                              | 過人的氣量                                               | 金澤洪充          | 金澤洪充                                                   | 金子篤二          | 内田孝行 立花昌之                                                     |
| 2#12               | －                        |                                              | 轟寧寧的小.知.識                                         | 金澤洪充          | 金澤洪充                                                   | 金子篤二          | 内田孝行 立花昌之                                                     |
| 2#12               | －                        |                                              | 魷魚絲與隆利 Max Power！其之6                            | 金澤洪充          | 金澤洪充                                                   | 金子篤二          | 内田孝行 立花昌之                                                     |
| 2#12               | C                         |                                              | 童○                                                      | 金澤洪充          | 金澤洪充                                                   | 金子篤二          | 内田孝行 立花昌之                                                     |
| 2#12               | D                         |                                              | 萬萬不能洗掉啊                                           | 金澤洪充          | 金澤洪充                                                   | 金子篤二          | 内田孝行 立花昌之                                                     |
| 2#13               | A                         |                                              | 正確的戀愛話題                                           | 金澤洪充          | 金澤洪充                                                   | 工藤進            | 内田孝行 古田誠 松本卓也 植木理奈                                     |
| 2#13               | B                         |                                              | 遠距離攻擊                                               | 金澤洪充          | 金澤洪充                                                   | 工藤進            | 内田孝行 古田誠 松本卓也 植木理奈                                     |
| 2#13               | C                         |                                              | 毛的界限                                                 | 金澤洪充          | 金澤洪充                                                   | 工藤進            | 内田孝行 古田誠 松本卓也 植木理奈                                     |
| 2#13               | D                         |                                              | 櫻花紛飛的天空                                           | 金澤洪充          | 金澤洪充                                                   | 工藤進            | 内田孝行 古田誠 松本卓也 植木理奈                                     |
| 第2季OVA/OAD       |                           |                                              |                                                          |                   |                                                            |                   |                                                                       |
| 2#14 （OAD）       | A                         |                                              | 1對1                                                     | 金澤洪充          | 金澤洪充                                                   | 金子篤二          | 松本卓也 植木理奈                                                     |
| 2#14 （OAD）       | －                        |                                              | 原作未消化篇章！存夠了就放出來！！在裡面！！馬力全開！！ | 金澤洪充          | 金澤洪充                                                   | 金子篤二          | 松本卓也 植木理奈                                                     |
| 2#14 （OAD）       | －                        |                                              | 天空的這個是？？                                         | 金澤洪充          | 金澤洪充                                                   | 金子篤二          | 松本卓也 植木理奈                                                     |
| 2#14 （OAD）       | B                         |                                              | 噼嚦啪啦                                                 | 金澤洪充          | 金澤洪充                                                   | 金子篤二          | 松本卓也 植木理奈                                                     |
| 2#14 （OAD）       | －                        |                                              | 上吧魚見！！                                             | 金澤洪充          | 金澤洪充                                                   | 金子篤二          | 松本卓也 植木理奈                                                     |
| 2#15 （OVA）       | A                         |                                              | 再見硬幣                                                 | 金澤洪充          | 金澤洪充                                                   | 内田孝行          | 古田誠 横峯克昌                                                       |
| 2#15 （OVA）       | －                        |                                              | 原作未消化篇章！存夠了就放出來！！在裡面！！             | 金澤洪充          | 金澤洪充                                                   | 内田孝行          | 古田誠 横峯克昌                                                       |
| 2#15 （OVA）       | B                         |                                              | 強者聚集                                                 | 金澤洪充          | 金澤洪充                                                   | 内田孝行          | 古田誠 横峯克昌                                                       |
| 2#15 （OVA）       | C                         |                                              | 早安身體的記憶                                           | 金澤洪充          | 金澤洪充                                                   | 内田孝行          | 古田誠 横峯克昌                                                       |
| 2#16 （OAD）       | A                         | [ 註 5 ]                                     | KOUMON                                                   | 金澤洪充          | 金澤洪充                                                   | 立花昌之          | 松本卓也 坂上谷悠介                                                   |
| 2#16 （OAD）       | B                         |                                              | 光速的胸部比較                                           | 金澤洪充          | 金澤洪充                                                   | 立花昌之          | 松本卓也 坂上谷悠介                                                   |
| 2#16 （OAD）       | C                         |                                              | 壞天氣上學                                               | 金澤洪充          | 金澤洪充                                                   | 立花昌之          | 松本卓也 坂上谷悠介                                                   |
| 2#17 （OAD）       | A                         |                                              | 人型決戰機器人                                           | 金澤洪充          | 金澤洪充                                                   | 横峯克昌          | 松本卓也                                                              |
| 2#17 （OAD）       | －                        |                                              | 天空的這個是？？                                         | 金澤洪充          | 金澤洪充                                                   | 横峯克昌          | 松本卓也                                                              |
| 2#17 （OAD）       | B                         |                                              | 未開的穴 背後的感觸                                      | 金澤洪充          | 金澤洪充                                                   | 横峯克昌          | 松本卓也                                                              |
| 2#17 （OAD）       | －                        |                                              | 魷魚絲與隆利 Max Power！解决篇                           | 金澤洪充          | 金澤洪充                                                   | 横峯克昌          | 松本卓也                                                              |
| 2#17 （OAD）       | C                         |                                              | 溫柔的早晨                                               | 金澤洪充          | 金澤洪充                                                   | 横峯克昌          | 松本卓也                                                              |
| 2#18 （OAD）       | A                         |                                              | 都市傳說的結論                                           | 金澤洪充          | 金澤洪充                                                   | 横峯克昌          | 古田誠 横峯克昌                                                       |
| 2#18 （OAD）       | B                         |                                              | 旗標建設地                                               | 金澤洪充          | 金澤洪充                                                   | 横峯克昌          | 古田誠 横峯克昌                                                       |
| 2#19 （OAD）       | A                         |                                              | 三天無人島生活                                           | 金澤洪充          | 金澤洪充                                                   | 山岸徹一          | 古田诚 松本卓也 植木理奈 武本大树                                     |
| 2#19 （OAD）       | B                         |                                              | 残暑慰问                                                 | 金澤洪充          | 金澤洪充                                                   | 山岸徹一          | 古田诚 松本卓也 植木理奈 武本大树                                     |
| 2#20 （劇場版）    | 2#20 （劇場版）           |                                              | 校長、新任老師、臨海課程、一切如常的妄想學生會           | 金澤洪充          | 金澤洪充                                                   | 横峯克昌          | 安達翔平 岡田直樹 谷圭司 古田誠 松本卓也                              |
| 2#20 （劇場版）    | 2#20 （劇場版）           | 妄想儿童会                                   |                                                          | 金澤洪充          | 金澤洪充                                                   | 横峯克昌          | 安達翔平 岡田直樹 谷圭司 古田誠 松本卓也                              |
| 2#20 （劇場版）    | 2#20 （劇場版）           | 天空的這個是？？                             |                                                          | 金澤洪充          | 金澤洪充                                                   | 横峯克昌          | 安達翔平 岡田直樹 谷圭司 古田誠 松本卓也                              |
| 2#20 （劇場版）    | 2#20 （劇場版）           | 原作未消化篇章！存夠了就放出來！！在裡面！！ |                                                          | 金澤洪充          | 金澤洪充                                                   | 横峯克昌          | 安達翔平 岡田直樹 谷圭司 古田誠 松本卓也                              |
| 2#20 （劇場版）    | 2#20 （劇場版）           | 轟寧寧的小.知.識                             |                                                          | 金澤洪充          | 金澤洪充                                                   | 横峯克昌          | 安達翔平 岡田直樹 谷圭司 古田誠 松本卓也                              |
| 2#20 （劇場版）    | 2#20 （劇場版）           | 橫島鳴子的小.知.識                           |                                                          | 金澤洪充          | 金澤洪充                                                   | 横峯克昌          | 安達翔平 岡田直樹 谷圭司 古田誠 松本卓也                              |
| 2#20 （劇場版）    | 2#20 （劇場版）           | 上吧！！古谷                                 |                                                          | 金澤洪充          | 金澤洪充                                                   | 横峯克昌          | 安達翔平 岡田直樹 谷圭司 古田誠 松本卓也                              |
| 2#21 （劇場版）    | 2#21 （劇場版）           |                                              | 我想要你留在這裡                                         | 氏家ト全          | 金澤洪充                                                   | 横峯克昌          | 安達翔平 岡田直樹 谷圭司 古田誠 松本卓也                              |
| 2#21 （劇場版）    | 2#21 （劇場版）           |                                              | YOKOSHIMA Teacher English                                | 金澤洪充          | 金澤洪充                                                   | 横峯克昌          | 安達翔平 岡田直樹 谷圭司 古田誠 松本卓也                              |
| 2#22 （OAD）       | A                         |                                              | 學生會的繞道                                             | 金澤洪充          | 金澤洪充                                                   | 立花昌之          | 古田誠 植木理奈                                                       |
| 2#22 （OAD）       | B                         |                                              | 令人震驚的白色                                           | 金澤洪充          | 金澤洪充                                                   | 立花昌之          | 古田誠 植木理奈                                                       |
| 2#22 （OAD）       | －                        |                                              | 琴美和小時                                               | 金澤洪充          | 金澤洪充                                                   | 立花昌之          | 古田誠 植木理奈                                                       |
| 2#22 （OAD）       | C                         |                                              | 副會長不會游泳                                           | 金澤洪充          | 金澤洪充                                                   | 立花昌之          | 古田誠 植木理奈                                                       |
| 2#23 （OAD）       | A                         |                                              | 火熱的兩人                                               | 金澤洪充          | 金澤洪充                                                   | 立花昌之          | 關谷夏實 谷圭司 藤坂真衣 古田誠                                       |
| 2#23 （OAD）       | －                        |                                              | 天空的這個是？？                                         | 金澤洪充          | 金澤洪充                                                   | 立花昌之          | 關谷夏實 谷圭司 藤坂真衣 古田誠                                       |
| 2#23 （OAD）       | B                         |                                              | 櫻才 The MOVIE                                           | 金澤洪充          | 金澤洪充                                                   | 立花昌之          | 關谷夏實 谷圭司 藤坂真衣 古田誠                                       |
| 2#23 （OAD）       | C                         |                                              | 排球部的廣瀨同學                                         | 金澤洪充          | 金澤洪充                                                   | 立花昌之          | 關谷夏實 谷圭司 藤坂真衣 古田誠                                       |
| 2#24 （OAD）       | A                         |                                              | A部分偵探                                                | 金澤洪充          | 金澤洪充                                                   | 山岸徹一          | 關谷夏實 谷圭司 藤坂真衣 古田誠 松本卓也                              |
| 2#24 （OAD）       | B                         |                                              | 吐槽四人組                                               | 金澤洪充          | 金澤洪充                                                   | 山岸徹一          | 關谷夏實 谷圭司 藤坂真衣 古田誠 松本卓也                              |
| 2#24 （OAD）       | C                         |                                              | 用魚見的聲音說出來                                       | 金澤洪充          | 金澤洪充                                                   | 山岸徹一          | 關谷夏實 谷圭司 藤坂真衣 古田誠 松本卓也                              |
| 2#25 （OAD）       | A                         |                                              | 生氣的睦美氣勢十足                                       | 金澤洪充          | 金澤洪充                                                   | 山岸徹一          | 關谷夏實 谷圭司 古田誠 松本卓也 室井大地                              |
| 2#25 （OAD）       | B                         |                                              | 神之手津田隆利                                           | 金澤洪充          | 金澤洪充                                                   | 山岸徹一          | 關谷夏實 谷圭司 古田誠 松本卓也 室井大地                              |
| 2#25 （OAD）       | －                        |                                              | 篠和千寻的今日夜宵！！                                   | 金澤洪充          | 金澤洪充                                                   | 山岸徹一          | 關谷夏實 谷圭司 古田誠 松本卓也 室井大地                              |
| 2#25 （OAD）       | C                         |                                              | 是雙重約會哦小枫                                         | 金澤洪充          | 金澤洪充                                                   | 山岸徹一          | 關谷夏實 谷圭司 古田誠 松本卓也 室井大地                              |
| 2#26 （劇場版2）   |                           |                                              |                                                          |                   |                                                            |                   |                                                                       |
| 前半部分與2#23相同 |                           |                                              |                                                          |                   |                                                            |                   |                                                                       |
|                    | 脫衣舞者隆利              | 金澤洪充                                     | 金澤洪充                                                 | 立花昌之 山岸徹一 | 安達翔平 立花昌之 植木理奈 谷圭司 關谷夏實 古田誠 藤坂真衣 |                   |                                                                       |
|                    | 轟寧寧的小.知.識          | 金澤洪充                                     | 金澤洪充                                                 | 立花昌之 山岸徹一 | 安達翔平 立花昌之 植木理奈 谷圭司 關谷夏實 古田誠 藤坂真衣 |                   |                                                                       |
|                    | 夜晚的邀約                | 金澤洪充                                     | 金澤洪充                                                 | 立花昌之 山岸徹一 | 安達翔平 立花昌之 植木理奈 谷圭司 關谷夏實 古田誠 藤坂真衣 |                   |                                                                       |
|                    | 羞恥到戳笑點的好結局      | 金澤洪充                                     | 金澤洪充                                                 | 立花昌之 山岸徹一 | 安達翔平 立花昌之 植木理奈 谷圭司 關谷夏實 古田誠 藤坂真衣 |                   |                                                                       |
|                    | 大意的琴美                | 金澤洪充                                     | 金澤洪充                                                 | 立花昌之 山岸徹一 | 安達翔平 立花昌之 植木理奈 谷圭司 關谷夏實 古田誠 藤坂真衣 |                   |                                                                       |
|                    | YOKOSHIMA Teacher English | 金澤洪充                                     | 金澤洪充                                                 | 立花昌之 山岸徹一 | 安達翔平 立花昌之 植木理奈 谷圭司 關谷夏實 古田誠 藤坂真衣 |                   |                                                                       |
|                    | 採訪對象                  | 金澤洪充                                     | 金澤洪充                                                 | 立花昌之 山岸徹一 | 安達翔平 立花昌之 植木理奈 谷圭司 關谷夏實 古田誠 藤坂真衣 |                   |                                                                       |
|                    | 櫻花小不點                | 金澤洪充                                     | 金澤洪充                                                 | 立花昌之 山岸徹一 | 安達翔平 立花昌之 植木理奈 谷圭司 關谷夏實 古田誠 藤坂真衣 |                   |                                                                       |

#### 話數收錄
| 話數                 | 收錄卷（發行日期）                                                         |
| 第1季OVA/OAD         | 第1季OVA/OAD                                                               |
| -------------------- | -------------------------------------------------------------------------- |
| 1#14                 | 第5卷限定版 （2011年4月15日）                                              |
| 1#15                 | 第6卷限定版 （2011年11月17日）                                             |
| 1#16                 | 《妄想學生會 OVA》 （2012年4月26日）                                       |
| 1#17                 | 第7卷限定版 （2012年7月17日）                                              |
| 1#18                 | 第8卷限定版 （2013年2月15日）                                              |
| 1#19                 | 《妄想學生會 歸來的OVA》（生徒会役員共 帰ってきたOVA） （2013年5月8日）                              |
| 1#20                 | 《妄想學生會 歸來的OVA2》（生徒会役員共 帰ってきたOVA2） （2013年7月10日）                            |
| 1#21                 | 第9卷限定版 （2013年10月17日）                                             |
| 第2季OVA/OAD・劇場版 |                                                                            |
| 2#14                 | 第10卷限定版 （2014年5月16日）                                             |
| 2#15                 | 《妄想學生會* OVA》 （2014年10月22日）                                     |
| 2#16                 | 第11卷限定版 （2015年2月17日）                                             |
| 2#17                 | 第12卷限定版 （2015年9月17日）                                             |
| 2#18                 | 第13卷限定版 （2016年4月15日）                                             |
| 2#19                 | 第14卷限定版 （2016年12月16日）                                            |
| 2#20~21              | 《劇場版 妄想學生會》（） （2017年7月21日） 第16卷限定版 （2018年3月16日） |
| 2#22                 | 第15卷限定版 （2017年9月15日）                                             |
| 2#23                 | 第17卷限定版 （2019年4月17日）                                             |
| 2#24                 | 第18卷限定版 （2019年8月16日）                                             |
| 2#25                 | 第19卷限定版 （2020年9月17日）                                             |
| 2#26                 | 《劇場版 妄想學生會2》（劇場版 生徒会役員共２） （2021年1月1日） 第21卷限定版 （2021年8月17日） |

### BD / DVD
本作動畫的電視放送版本通常會有部分不雅台詞被自主規制音覆盖，而在BD / DVD版本中可以在有自主規制音的以及沒有自主規制音的兩個聲軌中切換。不過在自主規制音關閉的情況下，第2季的BD / DVD版本仍然會有部分台詞被自主規制音覆盖。这部分的自主規制台詞會刊登在每卷小冊子最後一頁的欄目上。
| 卷數                 | 發行日期       | 收錄話數   | 規格編號      | 規格編號  |
| 卷數                 | 發行日期       | 收錄話數   | BD            | DVD       |
| 第1季                | 第1季          | 第1季      | 第1季         | 第1季     |
| -------------------- | -------------- | ---------- | ------------- | --------- |
| 1                    | 2010年8月4日   | #1、#2     | KIXA-90048    | KIBA-1778 |
| 2                    | 2010年8月25日  | #3、#4     | KIXA-90049    | KIBA-1779 |
| 3                    | 2010年9月8日   | #5、#6     | KIXA-90050    | KIBA-1780 |
| 4                    | 2010年9月22日  | #7、#8     | KIXA-90051    | KIBA-1781 |
| 5                    | 2010年10月6日  | #9、#10    | KIXA-90052    | KIBA-1782 |
| 6                    | 2010年10月27日 | #11～#13   | KIXA-90053    | KIBA-1783 |
| BOX                  | 2014年12月24日 | #1～#13    | KIZX-177〜181 | 不適用    |
| 第1季OVA/OAD         |                |            |               |           |
| OVA                  | 2012年4月25日  | #16        | KIXA-188      | KIBA-1956 |
| 《歸來的OVA》        | 2013年5月8日   | #19        | KIXA-291      | KIBA-2016 |
| 《歸來的OVA2》       | 2013年7月10日  | #20        | KIXA-330      | KIBA-2017 |
| BOX                  | 2015年1月21日  | #14～#21   | KIZX-182〜184 | 不適用    |
| 第2季                |                |            |               |           |
| 1                    | 2014年2月19日  | 2#1、2#2   | KIXA-90396    | KIBA-2097 |
| 2                    | 2014年3月12日  | 2#3、2#4   | KIXA-90397    | KIBA-2098 |
| 3                    | 2014年4月9日   | 2#5、2#6   | KIXA-90398    | KIBA-2099 |
| 4                    | 2014年5月14日  | 2#7、2#8   | KIXA-90399    | KIBA-2100 |
| 5                    | 2014年6月4日   | 2#9、2#10  | KIXA-90400    | KIBA-2101 |
| 6                    | 2014年7月9日   | 2#11～2#13 | KIXA-90401    | KIBA-2102 |
| BOX                  | 2017年7月19日  | 2#1～2#13  | KIZX-290〜294 | 不適用    |
| 第2季OVA/OAD・劇場版 |                |            |               |           |
| OVA                  | 2014年10月22日 | 2#15       | KIXA-467      | KIBA-2153 |
| 劇場版               | 2019年3月20日  | 2#20、2#21 | KIXA-823      | 不適用    |

### 播放單位
日本深夜動畫：下文記載的日本国内播放時間使用日本標準時間（UTC+9）表示。因為部分時間标识會採用30小时制，因此請留意这类超过24:00的时间，其實際播放時間為翌日清晨。
| 播放地區 | 播放電視台   | 播放日期                | 播放時間（UTC+9）          | 所屬電視網 |
| 第1季    | 第1季        | 第1季                   | 第1季                      | 第1季      |
| -------- | ------------ | ----------------------- | -------------------------- | ---------- |
| 神奈川縣 | 神奈川電視台 | 2010年7月3日 - 9月25日  | 星期六 24時30分 - 25時00分 | 獨立UHF局  |
| 千葉縣   | 千葉電視台   | 2010年7月4日 - 9月26日  | 星期日 23時30分 - 24時00分 | 獨立UHF局  |
| 埼玉縣   | 埼玉電視台   | 2010年7月4日 - 9月26日  | 星期日 25時00分 - 25時30分 | 獨立UHF局  |
| 兵庫縣   | SUN電視台    | 2010年7月5日 - 9月27日  | 星期一 24時00分 - 24時30分 | 獨立UHF局  |
| 京都府   | KBS京都      | 2010年7月5日 - 9月27日  | 星期一 25時00分 - 25時30分 | 獨立UHF局  |
| 東京都   | TOKYO MX     | 2010年7月5日 - 9月27日  | 星期一 25時30分 - 26時00分 | 獨立UHF局  |
| 愛知縣   | 愛知電視台   | 2010年7月6日 - 9月28日  | 星期二 25時28分 - 25時58分 | 東京電視網 |
| 日本全國 | AT-X         | 2010年7月10日 - 10月6日 | 星期六 08時30分 - 09時00分 | CS放送     |
| 第2季    |              |                         |                            |            |
| 日本全國 | AT-X         | 2014年1月4日 - 3月29日  | 星期六 20時30分 - 21時00分 | CS放送     |
| 東京都   | TOKYO MX     | 2014年1月4日 - 3月29日  | 星期六 25時30分 - 26時00分 | 獨立UHF局  |
| 埼玉縣   | 埼玉電視台   | 2014年1月5日 - 3月30日  | 星期日 24時00分 - 24時30分 | 獨立UHF局  |
| 千葉縣   | 千葉電視台   | 2014年1月5日 - 3月30日  | 星期日 24時00分 - 24時30分 | 獨立UHF局  |
| 神奈川縣 | 神奈川電視台 | 2014年1月5日 - 3月30日  | 星期日 24時00分 - 24時30分 | 獨立UHF局  |
| 兵庫縣   | SUN電視台    | 2014年1月6日 - 3月31日  | 星期一 24時30分 - 25時00分 | 獨立UHF局  |
| 愛知縣   | 愛知電視台   | 2014年1月7日 - 4月1日   | 星期二 27時05分 - 27時35分 | 東京電視網 |
| 京都府   | KBS京都      | 2014年1月8日 - 4月2日   | 星期三 25時30分 - 26時00分 | 獨立UHF局  |
| 日本全域 | BS11         | 2014年1月10日 - 4月4日  | 星期五 23時30分 - 24時00分 | 衛星電視   |

### 講談社
1. ↑  . 講談社漫畫Plus.   [2018-12-18]. （原始内容存档于2018-07-10） （日语）.
2. ↑  . 講談社漫畫Plus.   [2018-12-18]. （原始内容存档于2018-07-11） （日语）.
3. ↑  . 講談社漫畫Plus.   [2018-12-18]. （原始内容存档于2018-07-11） （日语）.
4. ↑  . 講談社漫畫Plus.   [2018-12-18]. （原始内容存档于2018-07-11） （日语）.
5. ↑  . 講談社漫畫Plus.   [2018-12-18]. （原始内容存档于2018-07-11） （日语）.
6. ↑  . 講談社漫畫Plus.   [2018-12-18]. （原始内容存档于2018-07-10） （日语）.
7. ↑  . 講談社漫畫Plus.   [2018-12-18]. （原始内容存档于2018-07-11） （日语）.
8. ↑  . 講談社漫畫Plus.   [2018-12-18]. （原始内容存档于2018-07-10） （日语）.
9. ↑  . 講談社漫畫Plus.   [2012-03-07]. （原始内容存档于2017-10-07） （日语）.
10. ↑  . 講談社漫畫Plus.   [2018-12-18]. （原始内容存档于2018-07-10） （日语）.
11. ↑  . 講談社漫畫Plus.   [2012-07-20]. （原始内容存档于2017-10-07） （日语）.
12. ↑  . 講談社漫畫Plus.   [2018-12-18]. （原始内容存档于2018-07-10） （日语）.
13. ↑  . 講談社漫畫Plus.   [2012-07-20]. （原始内容存档于2017-10-07） （日语）.
14. ↑  . 講談社漫畫Plus.   [2018-12-18]. （原始内容存档于2018-07-11） （日语）.
15. ↑  . 講談社漫畫Plus.   [2013-10-19]. （原始内容存档于2017-10-07） （日语）.
16. ↑  . 講談社漫畫Plus.   [2018-12-18]. （原始内容存档于2018-07-10） （日语）.
17. ↑  . 講談社漫畫Plus.   [2018-12-18]. （原始内容存档于2018-07-11） （日语）.
18. ↑  . 講談社漫畫Plus.   [2018-12-18]. （原始内容存档于2018-07-11） （日语）.
19. ↑  . 講談社漫畫Plus.   [2018-12-18]. （原始内容存档于2018-07-11） （日语）.
20. ↑  . 講談社漫畫Plus.   [2018-12-18]. （原始内容存档于2018-07-11） （日语）.
21. ↑  . 講談社漫畫Plus.   [2018-12-18]. （原始内容存档于2018-07-11） （日语）.
22. ↑  . 講談社漫畫Plus.   [2018-12-18]. （原始内容存档于2018-07-11） （日语）.
23. ↑  . 講談社漫畫Plus.   [2018-12-18]. （原始内容存档于2018-07-10） （日语）.
24. ↑  . 講談社漫畫Plus.   [2018-12-18]. （原始内容存档于2018-07-10） （日语）.
25. ↑  . 講談社漫畫Plus.   [2018-12-18]. （原始内容存档于2019-05-08） （日语）.
26. ↑  . 講談社漫畫Plus.   [2018-12-18]. （原始内容存档于2019-05-13） （日语）.
27. ↑  . 講談社漫畫Plus.   [2018-12-18]. （原始内容存档于2019-05-07） （日语）.
28. ↑  . 講談社漫畫Plus.   [2018-12-18]. （原始内容存档于2019-05-08） （日语）.
29. ↑  . 講談社漫畫Plus.   [2018-12-18]. （原始内容存档于2018-12-05） （日语）.
30. ↑  . 講談社漫畫Plus.   [2019-04-17]. （原始内容存档于2019-04-28） （日语）.
31. ↑  . 講談社漫畫Plus.   [2019-04-17]. （原始内容存档于2019-05-03） （日语）.
32. ↑  . 講談社漫畫Plus.   [2019-08-16]. （原始内容存档于2019-07-26） （日语）.
33. ↑  . 講談社漫畫Plus.   [2019-08-16]. （原始内容存档于2019-08-22） （日语）.
34. ↑  . 講談社漫畫Plus.   [2020-09-17]. （原始内容存档于2020-10-08） （日语）.
35. ↑  . 講談社漫畫Plus.   [2020-09-17]. （原始内容存档于2020-09-09） （日语）.
36. ↑  . 講談社漫畫Plus.   [2021-03-17]. （原始内容存档于2021-06-28） （日语）.
37. ↑  . 講談社漫畫Plus.   [2021-03-17]. （原始内容存档于2021-05-03） （日语）.
38. ↑  . 講談社漫畫Plus.   [2021-11-21]. （原始内容存档于2021-07-11） （日语）.
39. ↑  . 講談社漫畫Plus.   [2021-11-21]. （原始内容存档于2021-07-11） （日语）.
40. ↑  . 講談社漫畫Plus.   [2022-01-17]. （原始内容存档于2021-12-02） （日语）.
41. ↑  . 講談社漫畫Plus.   [2020年6月19日] （日语）.
42. ↑  . 講談社漫畫Plus.   [2020年6月19日]. （原始内容存档于2020年6月23日） （日语）.

### 東立出版社
1. ↑  . 東立出版社.   [2019年8月22日]. （原始内容存档于2020年4月13日） （中文（臺灣））.
2. ↑  . 東立出版社.   [2019年8月22日]. （原始内容存档于2020年4月13日） （中文（臺灣））.
3. ↑  . 東立出版社.   [2019年8月22日]. （原始内容存档于2020年4月13日） （中文（臺灣））.
4. ↑  . 東立出版社.   [2019年8月22日]. （原始内容存档于2020年4月13日） （中文（臺灣））.
5. ↑  . 東立出版社.   [2019年8月22日]. （原始内容存档于2020年4月13日） （中文（臺灣））.
6. ↑  . 東立出版社.   [2019年8月22日]. （原始内容存档于2020年4月13日） （中文（臺灣））.
7. ↑  . 東立出版社.   [2019年8月22日]. （原始内容存档于2020年4月13日） （中文（臺灣））.
8. ↑  . 東立出版社.   [2019年8月22日]. （原始内容存档于2020年4月13日） （中文（臺灣））.
9. ↑  . 東立出版社.   [2019年8月22日]. （原始内容存档于2020年4月13日） （中文（臺灣））.
10. ↑  . 東立出版社.   [2019年8月22日]. （原始内容存档于2020年4月13日） （中文（臺灣））.
11. ↑  . 東立出版社.   [2019年8月22日]. （原始内容存档于2020年4月13日） （中文（臺灣））.
12. ↑  . 東立出版社.   [2019年8月22日]. （原始内容存档于2020年4月13日） （中文（臺灣））.
13. ↑  . 東立出版社.   [2019年8月22日]. （原始内容存档于2020年4月13日） （中文（臺灣））.
14. ↑  . 東立出版社.   [2019年8月22日]. （原始内容存档于2020年4月13日） （中文（臺灣））.
15. ↑  . 東立出版社.   [2019年8月22日]. （原始内容存档于2020年4月13日） （中文（臺灣））.
16. ↑  . 東立出版社.   [2019年8月22日]. （原始内容存档于2019年4月20日） （中文（臺灣））.
17. ↑  . 東立出版社.   [2020年5月23日]. （原始内容存档于2022年6月9日） （中文（臺灣））.
18. ↑  . 東立出版社.   [2020年9月11日]. （原始内容存档于2022年6月9日） （中文（臺灣））.
19. ↑  . 東立出版社.   [2022年6月9日]. （原始内容存档于2022年6月9日） （中文（臺灣））.